# Радіохвиля (телесеріал)
«Радіохвиля» (англ. Frequency, досл. «(Радіо)частота») — американський телевізійний серіал, створений Джеремі Карвером, що виходив на The CW з 5 жовтня 2016 року по 25 січня 2017 року. В центрі сюжету знаходиться детектив, яка розуміє, що може розмовляти зі своїм покійним батьком через любительський радіозв'язок, завдяки чому може працювати над нерозкритою справою про вбивство.
8 травня 2017 року серіал був офіційно закритий після першого сезону.

## Виробництво
Серіал заснований на однойменному кінофільмі 2000 року. Спочатку проєкт розроблявся NBC для сезону 2015-16 років, проте тоді серіал не побачив світ. У серпні 2015 року було оголошено, що сценарій потенційного серіалу переїхав на The CW. У січні 2016 року канал офіційно замовив зйомки пілота для сезону 2016-17 років. Бред Андерсон виступив режисером пілотного епізоду.
Головну роль детектива в проєкт  узяла на себе Пейтон Ліст. У фільмі 2000 року детективом був чоловік у виконанні Джеймса Кевізела. Роль покійного батька отримав Райлі Сміт. Роль друга головної героїні узяв на себе Мекай Файфер, тоді як Девін Келлі, яка народилася в один рік з Лист — грає її мати.
12 травня 2016 року канал затвердив пілот і дав зелене світло на виробництво першого сезону.

## Актори та персонажі
- Пейтон Ліст в ролі Реймі Салліван
- Райлі Сміт в ролі Френка Саллівана
- Мекай Файфер в ролі Сетча Рейни
- Девін Келлі в ролі Джулі Салліван
- Ентоні Руйвівар в ролі Стена Морено
- Ленні Джейкобсон в ролі Гордо
- Деніел Бонжур в ролі Деніела Лоуренса